# Ooctonus tretiakovi
Ooctonus tretiakovi is een vliesvleugelig insect uit de familie Mymaridae. De wetenschappelijke naam is voor het eerst geldig gepubliceerd in 2010 door Triapitsyn.